# Sávio
Sávio Bortolini Pimentel, född 9 januari 1974, är en före detta fotbollsspelare från Brasilien. 
Sávio inledde sin karriär 1992 i klassiska Flamengo där han spelade i fem säsonger. 1998 värvades han av Real Madrid och var där med och vann UEFA Champions League vid tre tillfällen (1998, 2000, 2002). Sávio hade även framgång hos Real Zaragoza som han spelade för under tre säsonger mellan 2003 och 2006. Därefter gjorde han en kort comeback hos Flamengo samt korta sejourer hos bland annat Real Sociedad och Levante UD. Sávio avslutade sedan karriären i den cypriotiska ligan. 
Sávio representerade Brasilien vid 21 tillfällen och gjorde 4 landslagsmål. De största meriterna blev ett OS-brons från Olympiska sommarspelen 1996 samt en finalplats i Copa América 1995 där Brasilien förlorade mot Uruguay.